# Cervone, Romnî
Cervone (în ucraineană Червоне) este un sat în comuna Smile din raionul Romnî, regiunea Sumî, Ucraina.

## Demografie
Componența lingvistică a localității Cervone
     Ucraineană (98,62%)
     Rusă (1,38%)
Conform recensământului din 2001, majoritatea populației localității Cervone era vorbitoare de ucraineană (98,62%), existând în minoritate și vorbitori de rusă (1,38%).